# Perunov dom
Perunov dom (lit.: Perkūno namas) je zgrada u Kaunasu.
Jedna je od najoriginalnijih i najstarinskijih primjeraka gotičke arhitekture od ne-vjerskih objekata u Litvi.
Izvorno su ju sagradili hanzeatski trgovci u drugoj polovici 15. stoljeća, a u 16. stoljeću, prodali su ju isusovcima, koji su u njoj napravili kapelu 1643.
Ruševna kuća je obnovljena u 19. stoljeću, i poslije obnove je služila kao škola i kazalište, čijim predstavama je nazočio i Adam Mickiewicz. 
Koncem 19. stoljeća, preimenovana je u "Perunov dom" (lit. naziv za Peruna je "Perkūnas"), kada je u jednom od njegovih zidova pronađena figurica, koja je trebala predstavljati boga Peruna (Perkūnasa), kako su to protumačili romantični povjesničari iz tog doba.
Danas, ova zgrada opet pripada isusovcima, i domom je muzeju Adama Mickiewicza.
Napomena: zašto ne Perkunasov, nego Perunov dom, viditi na stranici za razgovor.

## Zemljopisni položaj
Nalazi se na 54° 53' 44 sjeverne zemljopisne širine i 2f3°53' 10 istočne zemljopisne dužine.